# تسویوشی اینوکای
اینوکای تسویوشی (انگلیسی: Inukai Tsuyoshi؛ زاده ۲۰ آوریل ۱۸۵۵ درگذشته ۱۵ مهٔ ۱۹۳۲) یک سیاست‌مدار اهل ژاپن بود.